# Krivolak
Krivolak (en macédonien Криволак) est un village du sud de la Macédoine du Nord, situé dans la municipalité de Negotino. Le village comptait 1021 habitants en 2002.

## Démographie
Lors du recensement de 2002, le village comptait :
- Macédoniens : 544
- Roms : 319
- Serbes : 127
- Turcs : 28
- Albanais : 1
- Autres : 2